# Nahid Kiyani
Nahid Kiyani (en persa: ناهید کیانی‎; Isfahán, 1 de agosto de 1998) es una deportista iraní que compite en taekwondo.
Participó en dos Juegos Olímpicos de Verano en los años 2020 y 2024, obteniendo una medalla de plata en París 2024 en la categoría de –57 kg En los Juegos Asiáticos de 2018 consiguió una medalla de bronce.
Ganó una medalla en el Campeonato Mundial de Taekwondo de 2023 y cuatro medallas en el Campeonato Asiático de Taekwondo entre los años 2016 y 2022.

## Palmarés internacional
| Juegos Olímpicos    | Juegos Olímpicos             | Juegos Olímpicos  | Juegos Olímpicos |
| Año                 | Lugar                        | Medalla           | Categoría        |
| ------------------- | ---------------------------- | ----------------- | ---------------- |
| 2024                | París (Francia)              | Medalla de plata  | –57 kg           |
| Campeonato Mundial  |                              |                   |                  |
| Año                 | Lugar                        | Medalla           | Categoría        |
| 2023                | Bakú (Azerbaiyán)            | Medalla de oro    | –53 kg           |
| Juegos Asiáticos    |                              |                   |                  |
| Año                 | Lugar                        | Medalla           | Categoría        |
| 2018                | Yakarta (Indonesia)          | Medalla de bronce | –49 kg           |
| Campeonato Asiático |                              |                   |                  |
| Año                 | Lugar                        | Medalla           | Categoría        |
| 2016                | Pásay (Filipinas)            | Medalla de bronce | –46 kg           |
| 2018                | Ciudad Ho Chi Minh (Vietnam) | Medalla de plata  | –49 kg           |
| 2021                | Beirut (Líbano)              | Medalla de bronce | –57 kg           |
| 2022                | Chuncheon (Corea del Sur)    | Medalla de oro    | –53 kg           |